# Rusor
Rusor románul: Rușor, falu Romániában, Erdélyben, Hunyad megyében.

## Fekvése
Hátszegtől délkeletre, a Sztrigy bal parti úton fekvő település.

## Története
Rusor, Riusor nevét 1377-ben említette először oklevél fl. Ryusoor néven. Később:  1411–1412-ben Rysary kenéz, 1462-ben pedig Ryusori köznemes nevében tűnt fel ismét.
1519-ben Rywsor a Riusori ~ Sieréli ~ Seréli családok birtoka volt.
A trianoni békeszerződés előtt Hunyad vármegye Puji járásához tartozott.
1910-ben 503 lakosából 13 magyar, 490 román volt. Ebből 6 református, 492 görögkeleti ortodox és 5 izraelita volt.

## Források

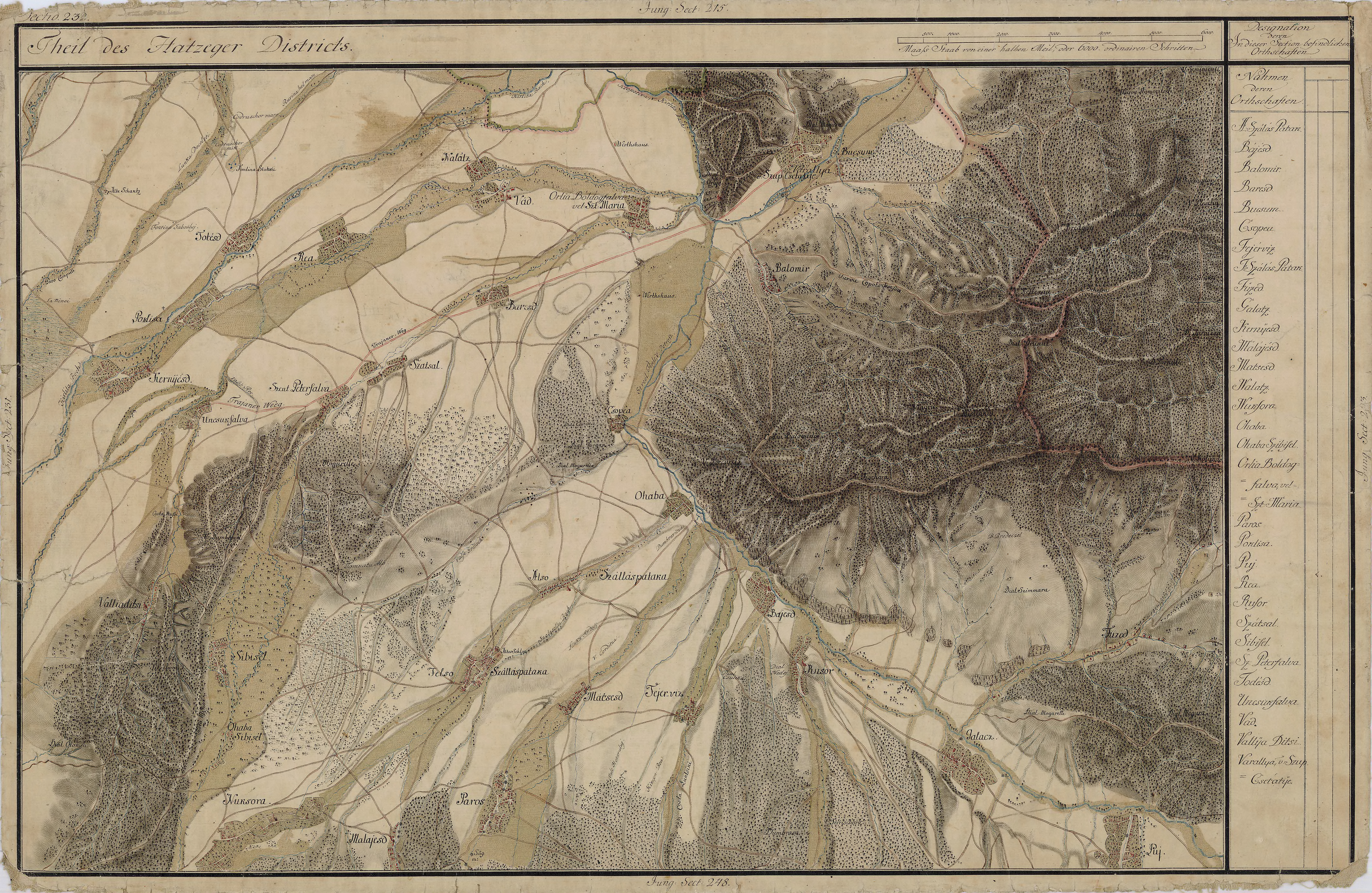
Rusor egy régi térképen